# Jean-Claude Larouche
Pour les articles homonymes, voir Larouche.
Jean-Claude Larouche (né le 15 juin 1944 à Roberval au Lac Saint-Jean) est un auteur et éditeur québécois, fondateur en 1977 des éditions JCL.

## Biographie
Il finira ses études primaires, secondaires et classiques à Roberval. Il obtient son baccalauréat en arts en 1965 au Séminaire des pères maristes. Il fait des études à l'Université d'Ottawa en 1967 en éducation physique et récréation. En 1971, il publie son travail de recherche sur Alexis Lapointe dit le Trotteur aux Éditions du Jour. Six ans plus tard, il fait reparaître son livre en y ajoutant un chapitre sur l'historique de la course et en fondant sa propre maison d'édition : les Éditions JCL. Cette version reparaîtra une autre fois en 1987. En 1980, il sort La Grande Aventure, son deuxième livre. À partir de 1981, il devient exclusivement éditeur et fait paraître entre autres Élisa T., Marie-Paule McInnis et Claire Bergeron.